# Palško jezero
Palško jezero je največje in eno izmed najbolj poznanih Pivških presihajočih jezer, ki se nahaja severno od vasi Palčje v zgorji Pivški kotlini. Jezero leži v približno 0,5 × 1,5 km veliki globeli z precej uravnanim dnom in položnim pobočjem proti severu, kjer se ob višjih vodostajih tudi pojavita tudi zaliva Njivice in Ždink ter skoraj povsem obdata 606 m visok Jezerščak, ob zelo veliki ojezeritvi pa tudi severnejši 612 m visok Seljivec. Ob različnih fazah ojezeritve se pojavi več manjših stranskih jezerc, večina od teh se ob povišanju gladine združi. Jezero ima najmanj 13 izvirov, ti ležijo na različnih nadmorskih višinah in tudi postanejo aktivni ob različnih fazah ojezeritve. Dno jezera je na okoli 546 m nadmorske višine, kar je v območju nihanja podtalnice in od nje dobi večino vode – voda v jezeru je v bistvu podtalnica, ki je preveč narasla, da bi ostala pod zemljo – voda se zato v jezeru zadržuje okrog tri mesece na leto.

## Ime
Palško jezero /palʃko jɛzɛɾo/ je dobilo ime po bližnji vasi Palčje, ki leži na južnem bregu jezera; izvor imena vasi ni znano, lahko pa sklepamo, da je ime tvorjenka iz besede palica. V imenu moramo vsakič uporabiti samostalnik jezero, saj je to del stalne besedne zveze in prav tako edini samostalnik v imenu. Zaradi zelo dobre prepoznavnosti jezera pod tem imenom se za knjižno slovenščino uporablja le ta, se pa najbrž pojavljajo tudi narečna imena.

## Relief
Palško jezero večinoma leži v uležani globeli z naplavljenim dnom, razpotegnjeni v smeri vzhod-zahod, dolgi prb. 1,5 in široki prb 0,5 km, zaliva Njivice in Ždink ter nekaj manjših zalivov pa se razteza čez bregove globeli, večinoma v manjše plitke vrtače ali nižje, uravnane dele travnikov, poimenovana je le dolina Gabrje v kateri nastaja zaliv Njivice ter se razteza severozahodno od glavne globeli, pa vse do severnega vznožja Seljivca, kjer se sreča z dolino, v kateri leži Ždink. Dolina se od juga proti severu dviga do 568 m ter tako preprečuje združitev obeh zalivov.
Glavno globel lahko razdelimo še na tri manjše kotanje, ki so poimenovane po jezerih, ki tam nastajajo (vsa se ob višjih fazah ojezeritve združijo in tvorijo Palško jezero), to so Velika jezera na vzhodu, Mala jezera na jugozahodu ter Filarjevo jezero na severozahodu. Najvišjo izmed njih, Filarjevo jezero, lahko razdelimo še na dve manjši kotanji, od teh je severna globlja in bolj izrazita. Velika in Mala jezera sta ločena z nizkim pobočjem in se kar nadaljujeta eno v drugo, medtem ko je med Filarjevim jezerom in Malimi jezeri predel visokega sveta, ki se spusti v smeri proti zalivu Njivice. Filarjevo jezero je z Velikimi jezeri prav tako ločena z višjim svetom, vendar je ta veliko nižji od tistega z Malimi jezeri. Velika jezera imajo razgibano dno, ter dve strugi od potokov, ki prihajata iz Filarjevega grabna ter Matijeve jame. So večja od ostalih dveh kotanj, saj pokrivajo celotno vzhodno polovico jezera. Na severovzhodu velikih jezerih (povprečna nadmorska višina 542,15 m. n. v. po LIDAR DMR ali 542,7 m. n. v. po TTN 5)se v manjši kotanjici, poraščeni z vrbovjem nahaja tudi najnižja točka dna jezera, tj. 541,55 m. n. v. po LIDAR DMR. Na severnem in vzhodnem bregu globeli se pojavlja več apnenčastih skalnih sten, na vzhodnem bregu je tudi melišče.
Jezerska kotanja se proti severu podaljša v dve dolini, v njih nastaneta zaliva, med njima sta hriba Jezerščak in Seljivec. Med obema hribovoma in severno od Seljivca se nahaja nekoliko uravnan svet, ki pa je vseeno previsok za združitev obeh zalivov. Dolina, v kateri se pojavlja Ždink je uravnana, poti severu se razširi. Na obrobju doline se nahaja vrtača, ki je edini poglobljeni del doline in sicer z nadmorsko višino 552,1 m. n. v. Dolina, v kateri se pojavlja zaliv Njivice pa je veliko bolj raznolik. Večino časa, ko je poplavljena, je poplavljena le plitva kotanja na jugozahodu, ki zalivu daje povsem drugačen izgled kot takrat, kadar je poplavi večino doline in se kotanja zlije z preostalim delom doline. Iz kotanje se lepo vidi kje se nadaljuje v dolino, v kateri leži zaliv Njivice, drugo dolino pa se težje opazi, saj je ob stiku poraščena z gozdom in približno enake nadmorske višine kot bregovi v okolici.

## Palško jezero in ljudje
Ker območje dobršen del leta prekriva voda, le-to ni primerno za poljedelstvo, travnata površina pa omogoča pašo živine in pridelovanje sena. Palčani s košnjo pričenjajo konec julija, ko so pokošeni okoliški travniki. Zaradi obilice česna, ki raste tam, seno ni primerno za krmo goveda, saj daje mleku specifičen okus in vonj, zato z njim raje krmijo konje. V jezeru se je po košnji pasla živina, večinoma govedo, od sredine avgusta do začetka jesenskega deževja.
Dopolnilna gospodarska dejavnost v povezavi z jezerom je bilo od konca 18. do sredine 20. stoletja ledarstvo - pivški kmetje so pozimi tu lomili led in ga spravili do spomladi, nato pa na vozovih vozili v Trst. Zelišča, predvsem brinje, pa tudi ozkolistni trpotec, navadni rman, materino dušico in druga so domačinke po dnu ter okolici nabirale za zdravilne pripravke. Veje vrb, ki poraščajo bregove, so uporabljali za pletenje košar in košev.
V preteklosti je bilo območje jezera del vojaškega poligona, ki ga je v ta namen uporabljala že avstro-ogrska vojska, po njej pa tudi italijanska in jugoslovanska. V času vojaških vaj so prebivalcem Petelinjega izplačevali odškodnino za nezmožnost uporabe območja. Od leta 1991 se ne uporablja več v vojaške namene, dno, ki je bilo polno lukenj od streliva, pa so sanirali. Na prisotnost vojske spominjajo opuščeni vojaški objekti na bregovih.
Danes je kot del naravnega območja posebnega varstvenega pomena Snežnik - Pivka jezero vključeno v omrežje Natura 2000. Razvoj se usmerja predvsem v dejavnost sonaravnega turizma.